# Велика Добринка
Велика Добринка (рос. Большая Добринка) — село у Ертильському районі Воронезької області Російської Федерації.
Населення становить 415 осіб. Входить до складу муніципального утворення Большедобринське сільське поселення.

## Історія
Від 1938 року належить до Ертильського району.
Згідно із законом від 15 жовтня 2004 року входить до складу муніципального утворення Большедобринське сільське поселення.

## Населення
| 2000 | 2010 | 2016 | 2018 |
| ---- | ---- | ---- | ---- |
| 638  | ↘495 | ↘441 | ↘415 |